# 新聞物語
『新聞物語』（しんぶんものがたり）は、2018年4月14日にぱんだソフトより発売された恋愛アドベンチャーゲーム。
本作は、実話を元に制作されたシナリオとして知られている。
2018年5月9日から5月10日に野型区民ホールにて朗読舞台化もされている。
脚本演出は中尾陽太。制作進行はProject To Do
キャッチコピーは「オタクのオタクによるオタクの為のノベルアドベンチャー」。

## ストーリー
尾川太郎は、引きこもりだった弱い自分を変えるべく、上京して住み込みの新聞配達員として働いている。慣れない都会暮らしで過酷な仕事に追われる中、４人のヒロインと運命的な出会いを果たす。トラウマを抱えた主人公が、美少女とのふれあいの中でぬくもりを知り、少しずつ人の優しさを知る…。世話焼きタイプの妹分・あかね、無口なコンビニ店員・美琴、一癖ある寮の先輩・もぶ子、高嶺の花のお嬢様・アーニャ。彼女たちと触れあい、恋をすることで、太郎の心にはいつしか揺るぎない気持ちが芽生えていく。―― 俺は、強くなりたい。もう後悔だけはしたくない。

## 登場人物
尾川 太郎（おがわ たろう）
本作の主人公。
近藤 あかね（こんどう あかね）
声：南菜乃子／松平なな（舞台版）
太郎が住んでいる専売所の寮長の娘。妹のような存在だが、しっかりもので亡き母の代わりに寮を支えようと頑張っている。
櫻井 美琴（さくらい みこと）
声：夏陽りんこ／曽我部英理（舞台版）
コンビニで働く少女。人見知りで大人しい性格だが、太郎との出会いから少しずつ自分の意思をしっかりもつようになる。
只野 もぶ子（ただの もぶこ）
声：白浜海未／片平愛理（舞台版）
太郎が住んでいる専売所の先輩配達員。なんでもできるスーパーマン。ただし酒癖が悪く、酔うと寮長にも悪絡みする。
藤沢 アーニャ（ふじさわ あーにゃ）
声：mikoto／前田佳織里・富田美憂（舞台版）
日本を代表する財閥の一人娘。ふとしたきっかけから新聞配達員の太郎と知り合い、自分にはない魅力を持つ太郎に惹かれていく。
寮長（りょうちょう）
声：蒼海優斗／大月裕太朗（舞台版）
太郎が住んでいる専売所の寮長。あかねの父。鬼の寮長として恐れられている。
梅ばあちゃん（うめばあちゃん）
声：安海碧希／莉月まゆ（舞台版）
美琴のコンビニによく現れる老婆。
茶髪男（ちゃぱつおとこ）
声：櫻井慎二朗／中村海人（舞台版）
美琴に絡んでくるガラの悪い男性。
秋月（あきつき）
声：木場ヨシユキ／中村海人（舞台版）
アーニャの父であり、藤沢家現当主。
爺（じい）
声：小泉豊／浅倉歩（舞台版）
藤沢家の執事。
聖（ひじり）
声：岩切裕晃
アーニャの婚約者。

## 開発

### スタッフィング
原画は、日本一ソフトウェアからフリーになったばかりの堀愛里が担当した。 ぱんだソフト代表の風見奏太は堀を起用した理由について、「作品のイメージにぴったりだった」と述べている。

### 声優オーディション
一般オーディションとして体験版を公開して広く募集したところ、全国から６００名以上の応募があった。

### 舞台化
声優オーディションと同じく一般募集をしつつ、藤沢アーニャ役はアミューズの声優が起用された。

## スタッフ
- 企画：風見奏太
- 制作・運営：Project To Do
- 脚本・演出：中尾陽太
- シナリオ：富田美兎、サイユー＆ヤン
- 原画：堀愛里
- 音楽：Much the tackle[13]
  - 主題歌『Smily Jump!』
作詞：風見奏太
作曲：Much the tackle
歌：大空さや[14]

## 評価
iOS版は有料アプリランキングで最高３位になっている。
Appliv編集部は「孤独な主人公が成長し、女の子と恋をしていく青春ストーリーです。爽やかでしたたかな話が好きな人におすすめ。」と評価した。
アプリゲット「とにかく女の子が全員可愛い。体験版だけど本編が気になって仕方がない！グラフィックやBGMもいい感じ。」
【2021】豪華な女性声優がボイスを担当する人気ゲームアプリ7選に選ばれている。